# Yosaku Suma
Yosaku Suma (Japans: 須摩洋朔, Suma Yosaku) (Ishikawa, 1 september 1907 – Tokio, 30 maart 2000) was een Japans componist, muziekpedagoog, dirigent en trombonist.

## Levensloop
Suma studeerde kapelmeester aan de Japanse Militair Academie (Toyoma School of the Imperial Japanese Army) en haalde zijn diploma in 1926. Eerst was hij 1e trombonist in het harmonieorkest van de Japanse militaire academie. In 1939 werd hij tweede dirigent van de militaire kapel van het Japanse hoofdkwartier in Hongkong. Later werd hij benoemd tot 2e luitenant en dirigent van de militaire kapel van de 2e Aziatische armee. Na de Tweede Wereldoorlog was hij trombonist in het NHK-symfonieorkest. In 1950 werd hij chef-dirigent van de Japan Ground Self Defense Force Central Band en ontwikkelde dit orkest tot een van de beste Aziatische militaire kapellen. Eveneens was hij adviseur voor verschillende andere militaire kapellen in Japan. Hij was hoofd in de muziekcommissie voor de Olympische Zomerspelen 1964 in Tokio. In 1963 ging hij met pensioen.
Vervolgens was hij docent aan de Musashino Music Academy in Tokio.
Als componist schreef hij meer dan 200 werken. Zijn bekende marsen worden ook nog tegenwoordig door zowel militaire alsook civiele harmonieorkesten uitgevoerd.

## Composities

### Werken voor harmonieorkest
- 1962 Gagaku Festival Galop
- The Big Blue Sky, mars
- Inspection, mars
- Shonen Kishu (Young Standard-Bearer), mars